# Francisca Steverlynck
Francisca Steverlynck (Buenos Aires, 8 de abril de 1974) es una esquiadora alpina argentina. Participó de tres eventos en los Juegos Olímpicos de Invierno de Lillehammer en 1994.